# Vitkovići
Vitkovići är en ort i Bosnien och Hercegovina.   Den ligger i entiteten Federationen Bosnien och Hercegovina, i den sydöstra delen av landet, 50 km öster om huvudstaden Sarajevo. Vitkovići ligger 354 meter över havet och antalet invånare är 978.
Terrängen runt Vitkovići är huvudsakligen kuperad. Vitkovići ligger nere i en dal. Närmaste större samhälle är Goražde, 4,4 km norr om Vitkovići. 
I omgivningarna runt Vitkovići växer i huvudsak lövfällande lövskog. Runt Vitkovići är det ganska tätbefolkat, med 67 invånare per kvadratkilometer.